# Vittorio Storaro

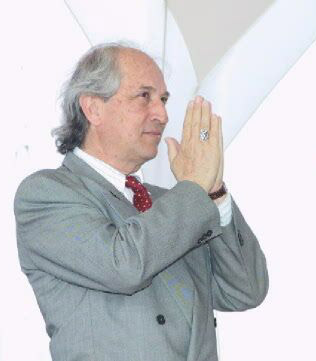
Vittorio Storaro, 2001.

Vittorio Storaro, född 24 juni 1941 i Rom, är en italiensk filmfotograf. Han har vunnit Oscar för bästa foto tre gånger, för filmerna Apocalypse (1979), Reds (1981) och Den siste kejsaren (1987). Han har också nominerats för en till Oscar, för filmen Dick Tracy (1990). Han har bland annat samarbetat med regissörerna Dario Argento, Bernardo Bertolucci, Francis Ford Coppola, Warren Beatty, Woody Allen och Carlos Saura.

## Filmografi (i urval)
- 1970 – Ljudet från kristallfågeln
- 1970 – Fascisten
- 1970 – Spindelns strategi
- 1972 – Sista tangon i Paris
- 1976 – 1900
- 1979 – Mysteriet Agatha
- 1979 – Apocalypse
- 1981 – Älskling, jag hatar dig!
- 1981 – Reds
- 1985 – Ladyhawke
- 1987 – Ishtar
- 1987 – Den siste kejsaren
- 1988 – Tucker – en man och hans dröm
- 1989 – New York Stories (delen "Life without Zoe")
- 1990 – Dick Tracy
- 1990 – Den skyddande himlen
- 1994 – Lille Buddha
- 1998 – Bulworth
- 1998 – Tango
- 2000 – Dune (TV-miniserie)
- 2004 – Exorcisten: Begynnelsen
- 2005 – Dominion: Prequel to the Exorcist
- 2015 – Muhammed – Guds sändebud
- 2016 – Café Society
- 2019 – A Rainy Day in New York
- 2023 – Slumpen avgör

## Priser och utmärkelser
Vinster och nomineringar till en Oscar för bästa foto:
1. Apocalypse (vann)
2. Reds (vann)
3. Den siste kejsaren (vann)
4. Dick Tracy